# Alfa Romeo Giulietta
Alfa Romeo Giulietta (серія 750 і 101) - сімейство задньоприводних автомобілів компактного класу, що випускалися італійською автомобілебудівною компанією Alfa Romeo в 1954 - 1965 роках. Giulietta була вперше представлена на автосалоні Турину в 1954 році. Всього було вироблено майже 132,000 автомобілів на заводі Портелло в Мілані.

## Опис

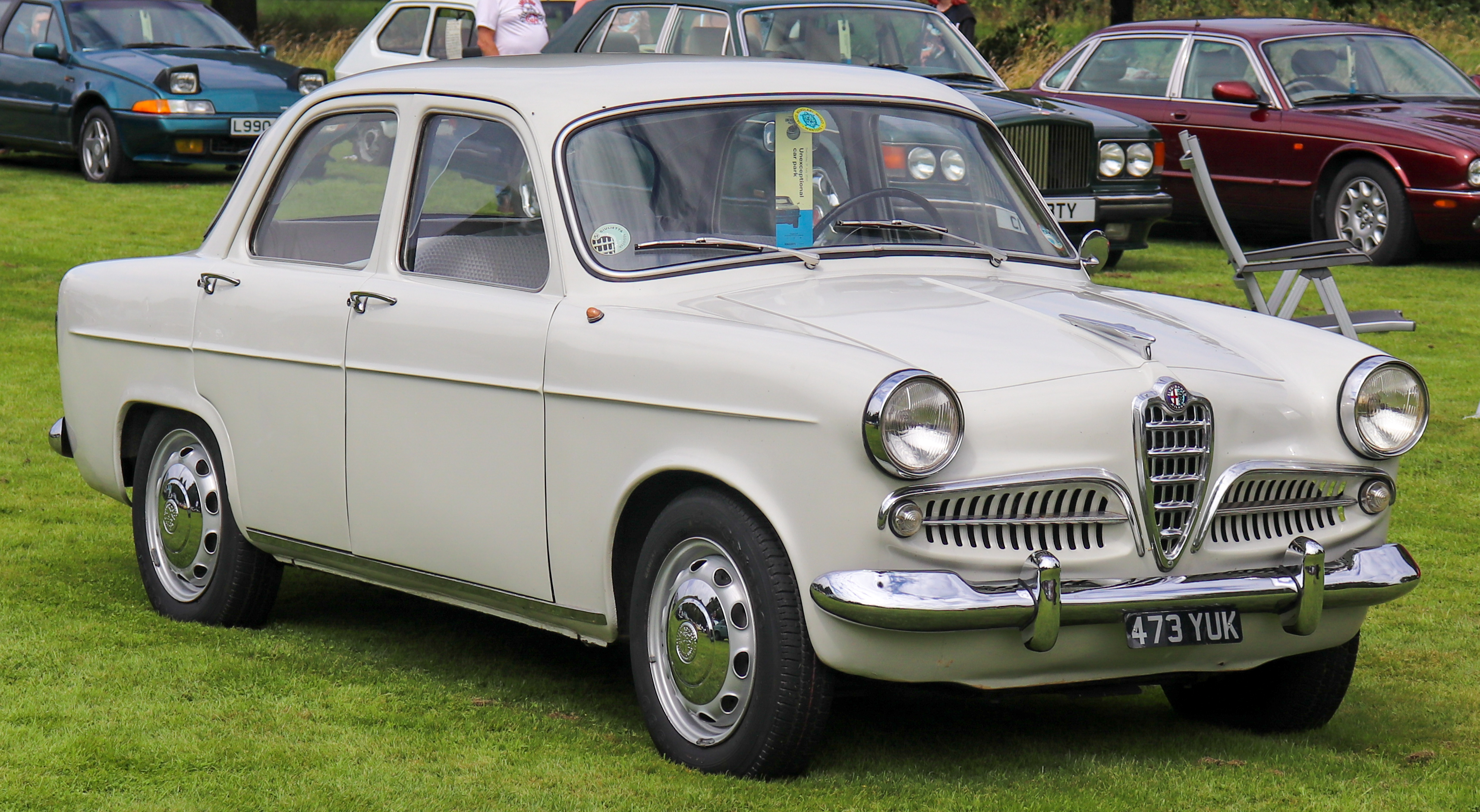
Alfa Romeo Giulietta седан після модернізації

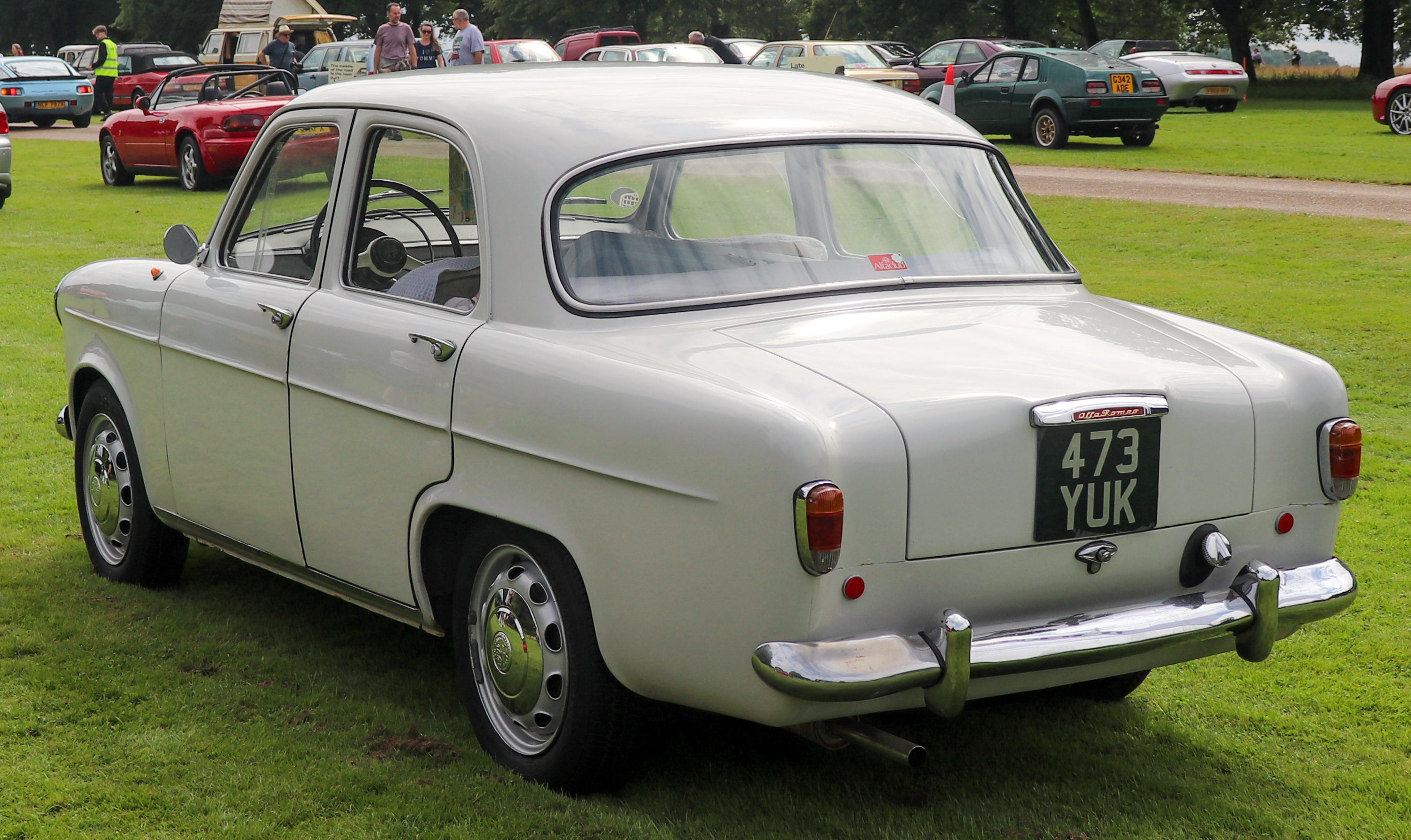
Alfa Romeo Giulietta седан після модернізації

Перша Giulietta була випущена в кузові купе під ім'ям Giulietta Sprint і була представлена в кінці 1954 року. Потім, влітку 1955 року послідувала версія седан, а в середині 1955 року відкритий двомісний кабріолет Giulietta Spider, особливістю якого стала кузовна робота тюнінг- ательє Pininfarina. У 1957 році була представлена більш потужна версія седана Berlina, названа Giulietta Ti (Turismo Internazionale). Вона була випущена з мінімальними косметичними змінами переду автомобіля, головних і задніх фар.
Італійська компанія Carrozzeria Colli розробила версію Giulietta в кузові універсал під ім'ям Giulietta Promiscua. Всього було зібрано 91 екземпляр даної модифікації. А інша італійська компанія Carrozzeria Boneschi випустила кілька прикладів універсалів, названих Weekendina.
Всього виготовлено 128.913 седанів та 35.808 купе Sprint.

## Двигуни
- 1.3 L Twin Cam I4 53-100 к.с.

## Кузовні версії

### Sprint

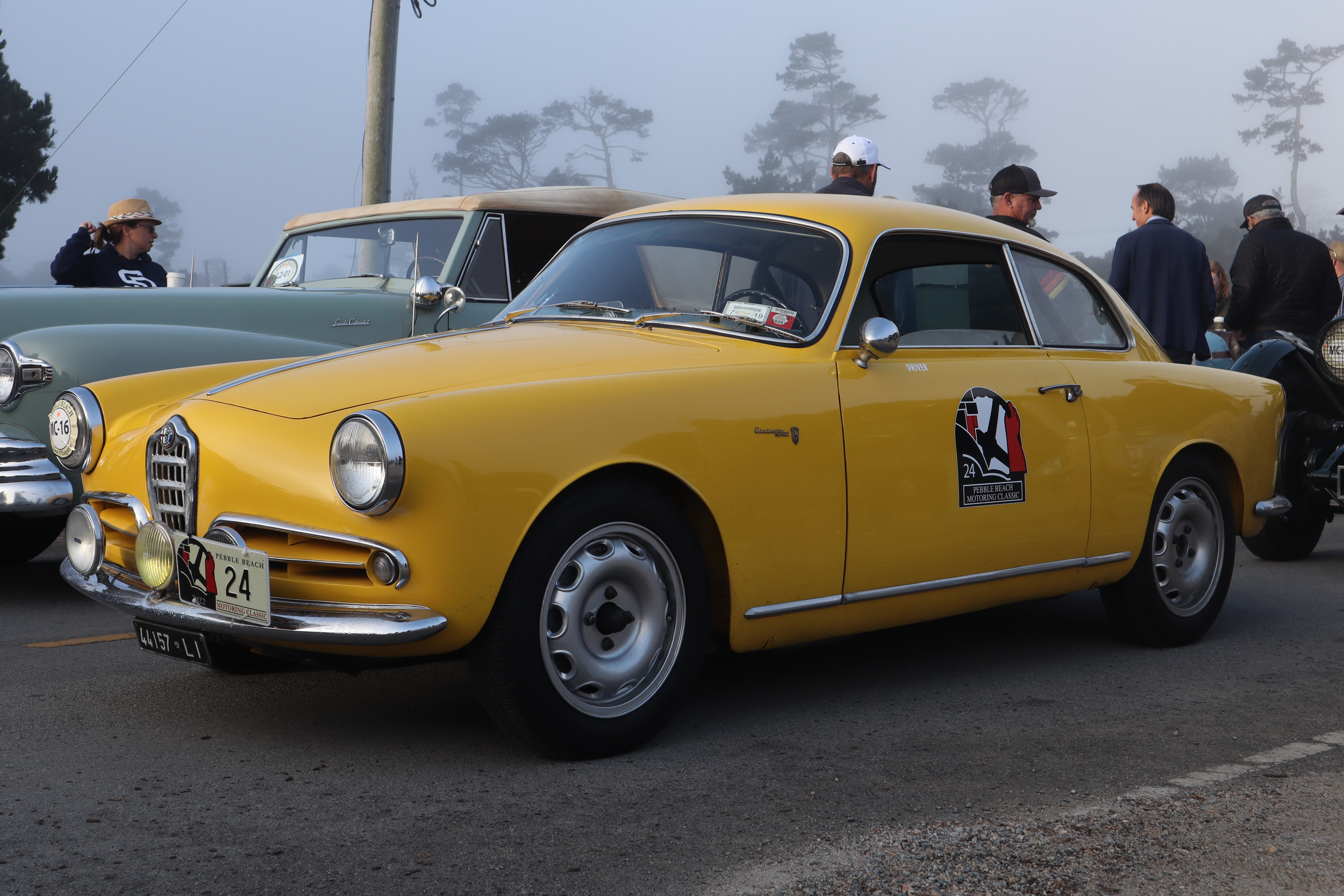
Alfa Romeo Giulietta Sprint Veloce

Коли дводверне купе з'явилося на Туринському автосалоні, персонал стенда вже зібрав близько 3000 замовлень. Спочатку очікувалося число в тисячу одиниць. Покупцям сподобалася елегантна форма кузова, і пізніше вона послужила моделлю для наступника Alfa Romeo Giulia Sprint GT під назвою «Bertone», а також для дводверних купе зі спортивними вимогами інших виробників. З вагою 880 кг Спринт також був придатним для автоспорту. Щоб зменшити вагу, капот і двері Veloce можна було замовити з легкого металу. Giulietta Sprint Veloce досягла численних успіхів як на трасі, так і в ралі. У фільмі 1970 року «Речі життя» з Мішелем Пікколі та Ромі Шнайдер центром сюжету є Джульєтта Спринт.

### Berlina
За десять років виробництва було випущено близько 130 000 чотирьохдверних седанів, з яких майже 40 000 припадає на більш потужні моделі t.i. Версія. Порівняно з іншими дводверними версіями Giulietta, Berlina та Berlina t.i. через змінену конфігурацію карбюратора та зниження компресії. Тому продуктивність дещо нижча, що позитивно впливає на витрату палива. Ще однією відмінною рисою є підрульове перемикання передач, яке встановлювалося тільки на Berlina. Однак Berlina серії 3, тобто з 1961 року, отримала індивідуальні сидіння у версії Ti і, за бажанням, центральну передачу. Численні конкуренти лише пізніше відкрили ринкову нішу спортивного седана, а потім успішно розширили її у свій власний бізнес-успіх.

### Spider

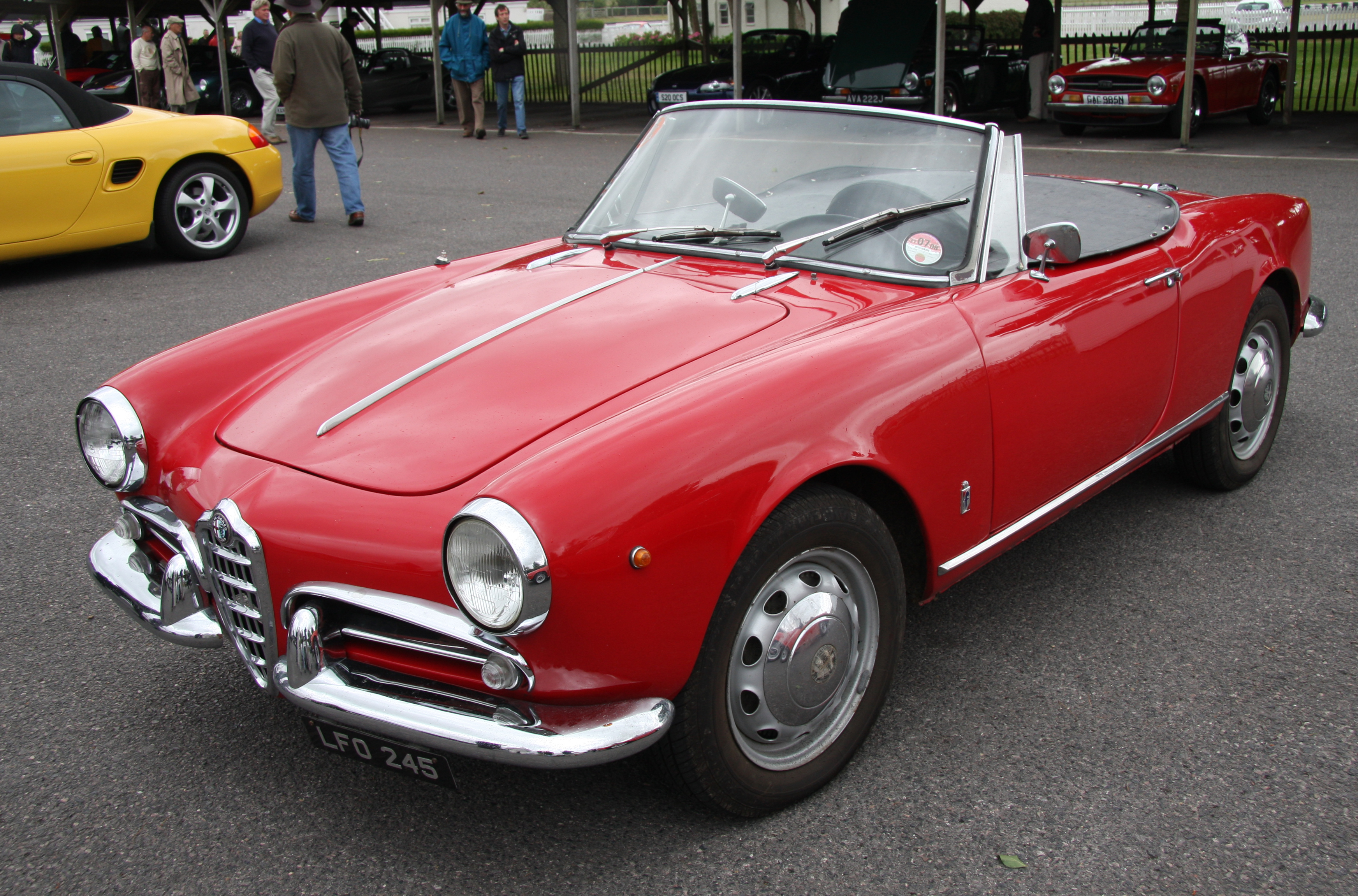
Alfa Romeo Giulietta Spider

Американський імпортер Alfa Romeo Макс Хоффман переконав керівництво Alfa Romeo також розробити відкритий родстер. Він уже зобов’язався придбати 600 автомобілів на ранній стадії. Це стало народженням Giulietta Spider. З 1981 по 1985 рік британський виробник Moss випустив невелику кількість транспортних засобів із пластиковим кузовом на базі Spider; автомобіль продавався як Moss Mamba.

### Promiscua

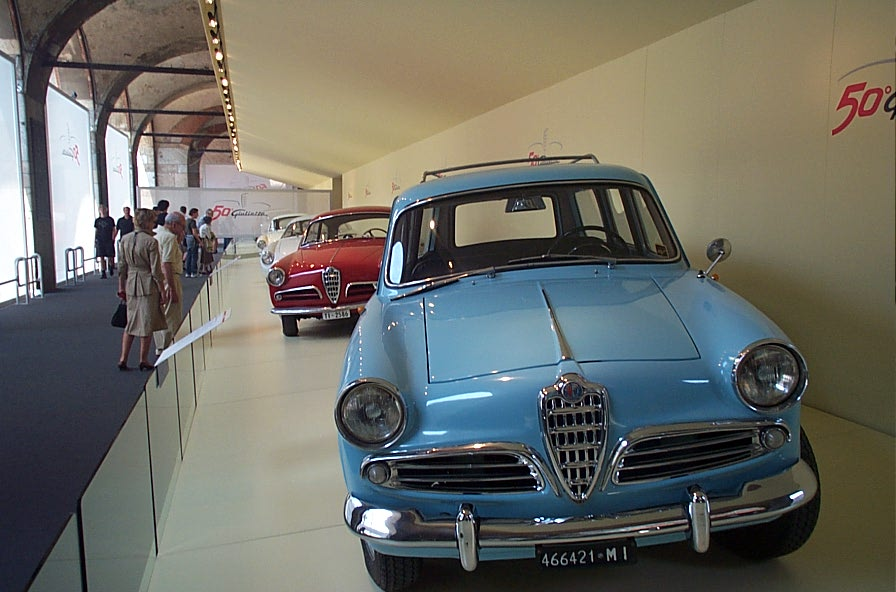
Alfa Romeo Giulietta Promiscua

З середини 1957 року міланська компанія Carrozzeria Colli випускала невелику кількість п’ятидверних універсалів під назвою Promiscua або Giardinetta Promiscua. Модифікована задня вісь збільшує вантажопідйомність до 500 кг, а також стандартно автомобіль оснащений багажником на даху. Важливим замовником була італійська поліція.

### Sprint Zagato

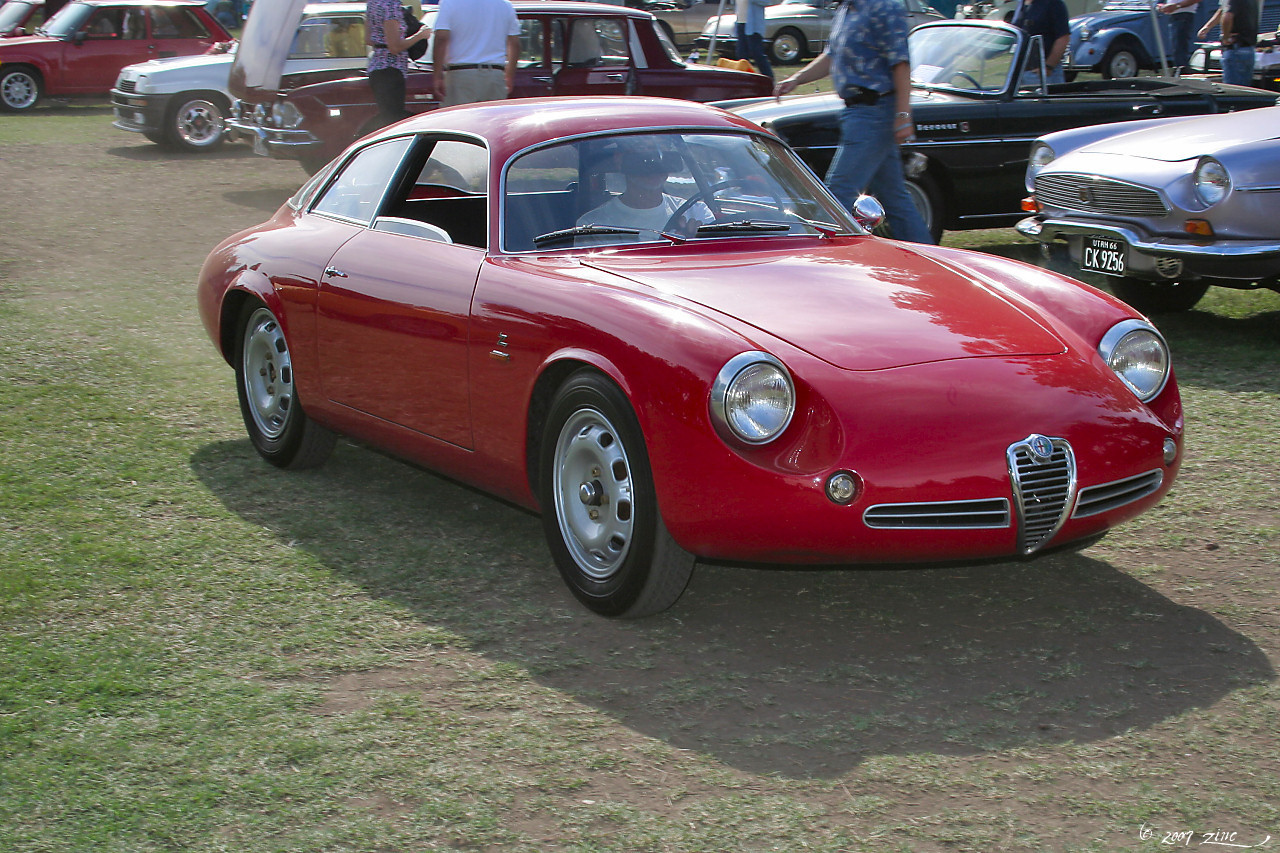
Alfa Romeo Giulietta SZ

Еліо Загато, дизайнер і власник кузовної компанії Zagato у другому поколінні, у 1957 році взявся за Giulietta Sprint, щоб розробити вдосконалену версію для автоспорту.[7] Результатом стала модель Giulietta Sprint Zagato, також названа Giulietta SZ, яка вийшла на ринок у 1959 році. Через свою округлу форму машину прозвали Brötchen. Корпус виготовлений з легкого металу. При повній заправці співвідношення потужності до ваги становить лише 8,5 кг/к.с. У автоспорті Sprint Zagato виграв численні нагороди в класі 1300 куб.см, включаючи перемогу в класі на Targa Florio в 1962 і 1963 роках. Деякі моделі Sprint Veloce також були переобладнані Zagato під назвою Sprint Veloce Zagato (SVZ), вони надзвичайно рідкісні.

### Sprint Speciale

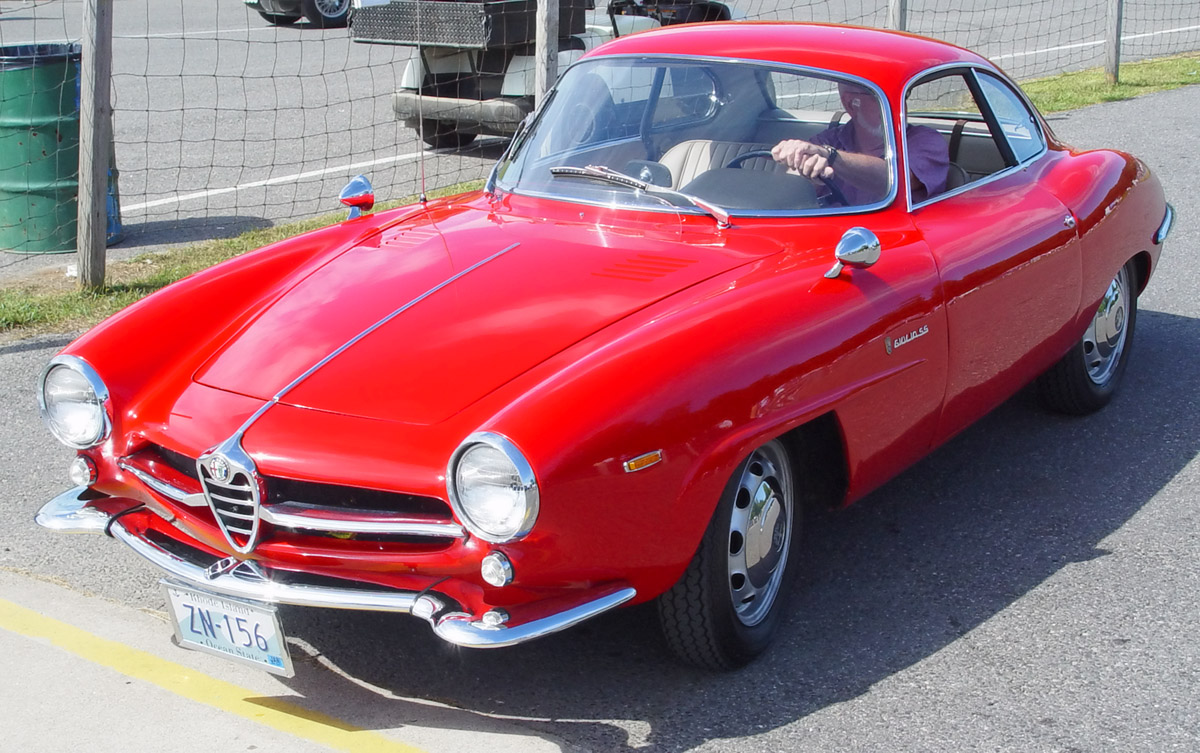
Alfa Romeo Giulietta Sprint Speciale

Одночасно з SZ з’явилася спортивна та розкішна Giulietta Sprint Speciale, яка також називається Giulietta SS, з кузовом Bertone, розробленим у стилі моделей B.A.T., розробленим Франко Скальоне. В обох автомобілях, SZ і SS, потужність 1,3-літрового двигуна була збільшена до 100 к.с. завдяки більшій компресії.

## Виробництво[1][2]
| Позначення типу | Абревіатура типу до 1958 року | Абревіатура типу з 1959 року | Час будівництва | Кількість штук |
| --------------- | ----------------------------- | ---------------------------- | --------------- | -------------- |
| Berlina         | 750 C                         | 101.00/28                    | 1955–1964       | 39.057         |
| Berlina t.i.    | 753                           | 101.22/11/29                 | 1957–1964       | 92.728         |
| Sprint          | 750 B                         | 101.02                       | 1954–1962       | 24.084         |
| Sprint Veloce   | 750 E                         | 101.06                       | 1956–1962       | 3.058          |
| Spider          | 750 D                         | 101.03                       | 1955–1962       | 14.300         |
| Spider Veloce   | 750 F                         | 101.07                       | 1955–1962       | 2.907          |
| Promiscua       | 750 C                         | 101.22                       | 1957–1962       | 91             |
| Sprint Zagato   |                               | 101.26                       | 1958–1961       | 210            |
| Sprint Speciale |                               | 101.20                       | 1958–1961       | 1.366          |

## Цікаві факти
Alfa Romeo Giulietta — стала першим автомобілем відомого італійського співака та актора Адріано Челентано, на яку він заробив під час свої дебютних кінозйомок у 1959 році.